# Samoas herrlandslag i rugby union
Samoas herrlandslag i rugby union representerar Samoa i rugby union på herrsidan. Laget har varit med i alla världsmästerskap som har spelats hittills.
Laget spelade sin första match den 18 augusti 1924 i Apia, och vann med 6-0 mot Fiji.

### Fotnoter
1. ↑  ”Rugby International”. http://www.rugbyinternational.net/countries/samoa.htm. Läst 26 augusti 2011.